# Leidian (köpinghuvudort i Kina, Zhejiang Sheng, lat 30,52, long 120,14)
Leidian är en köpinghuvudort i Kina. Den ligger i provinsen Zhejiang, i den östra delen av landet, omkring 30 kilometer norr om provinshuvudstaden Hangzhou. Antalet invånare är 36 652. Befolkningen består av 17 515 kvinnor och 19 137 män. Barn under 15 år utgör 13,0 %, vuxna 15-64 år 75 %, och äldre över 65 år 10,0 %.
Runt Leidian är det mycket tätbefolkat, med 5 598 invånare per kvadratkilometer. Närmaste större samhälle är Wukang, 17,5 km väster om Leidian. Trakten runt Leidian består till största delen av jordbruksmark.
Genomsnittlig årsnederbörd är 1 869 millimeter. Den regnigaste månaden är juni, med i genomsnitt 328 mm nederbörd, och den torraste är november, med 74 mm nederbörd.